# Accoltellamento di "Slender Man"
L'accoltellamento di Slender Man è un'aggressione commessa il 31 maggio 2014 a Waukesha, Wisconsin, da due dodicenni a danno di un'amica.
Due ragazzine di 12 anni, Anissa Weier e Morgan Geyser, hanno attirato la loro amica Payton Leutner in una foresta e l'hanno pugnalata 19 volte nel tentativo di diventare "proxy", cioè persone che sono sotto l'influenza o il controllo di un personaggio immaginario, Slender Man, creato dagli utenti di un forum online. Payton Leutner riuscì a sopravvivere e a percorrere una strada dove venne trovata e soccorsa da un ciclista. Le due ragazzine vennero poi processate e giudicate non colpevoli per instabilità mentale ma gli venne imposto di frequentare istituti psichiatrici rispettivamente per 25 e 40 anni.

## Storia
Due ragazzine di 12 anni, Anissa Weier e Morgan Geyser, durante una partita a nascondino il 31 maggio 2014 in un parco pubblico, David's Park, vicino a Waukesha, nel Wisconsin, accoltellarono per 19 volte la loro amica Payton Leutner alle braccia, alle gambe e al busto con un coltello lungo 13 centimetri. Gli organi vitali vennero feriti due volte; una pugnalata mancò un'arteria principale del cuore per meno di un millimetro, e un'altra trafisse il diaframma, tagliandole il fegato e lo stomaco. Weier e Geyser mentirono a Leutner dicendole che avrebbero cercato aiuto. Successivamente, Leutner si trascinò fino a una strada vicina dove fu trovata da un ciclista che chiamò i servizi di emergenza. 
Weier e Geyser furono arrestate vicino all'Interstate 94 in un negozio di mobili di Steinhafel, dopo aver camminato per circa 8 km; il coltello usato per l'accoltellamento era in una borsa che trasportavano. Sebbene Geyser non provasse empatia, Weier si è sentita in colpa per aver accoltellato l'amica, ma ritenne che fosse necessario per compiacere Slender Man.
Leutner lasciò l'ospedale sette giorni dopo l'accoltellamento ed è tornata a scuola nel novembre 2014.
Le due ragazzine, all'epoca dodicenni, affermarono di averlo fatto per compiacere un personaggio immaginario chiamato "Slender Man".

## Processo
Le attentatrici furono ritenute non colpevoli per instabilità mentale ma dovettero passare tre giorni in un ospedale psichiatrico. 
Nel 2017 Anissa Weier si è dichiarata colpevole per tentato omicidio di secondo grado; una giuria poi la trovò "non colpevole per un disturbo mentale". Geyser invece accettò un'offerta di ricovero in un istituto in base alla quale non sarebbe stata processata e sarebbe stata valutata dagli psichiatri per determinare per quanto tempo avrebbe dovuto essere ricoverata in un ospedale psichiatrico. In seguito si è dichiarata colpevole e non è stata ritenuta colpevole per disturbo mentale.
Anissa Weier è stata condannata a 25 anni, una condanna di almeno tre anni di reclusione e trattamento obbligatorio in un istituto psichiatrico statale, seguita da una supervisione comunale fino all'età di 37 anni mentre Morgan Geyser è stata condannata a 40 anni, una condanna indeterminata che implica almeno tre anni di reclusione, oltre al trattamento obbligatorio in un istituto psichiatrico di Stato fino alla completa risoluzione dei sintomi o fino all'età di 53 anni, qualunque cosa possa accadere per prima; seguito da continua supervisione comunale, periodiche rivalutazioni e ulteriore trattamento in base alle esigenze imposte dalla sentenza.

## Reazioni
In seguito all'incidente, la Wiki Creepypasta è stata bloccata in tutto il distretto scolastico di Waukesha. Il martedì successivo all'incidente, il creatore di Slender Man, Eric Knudsen, ha dichiarato: "Sono profondamente rattristato dalla tragedia del Wisconsin e il mio cuore si rivolge alle famiglie delle persone colpite da questo terribile atto". Sloshedtrain, l'amministratore del Wiki Creepypasta, disse che l'accoltellamento era un incidente isolato che non rappresentava la comunità dei creepypasta. Ha anche affermato che il Wiki di Creepypasta era un sito letterario e che non ammettevano omicidi o rituali satanici. I membri della community creepypasta hanno tenuto una diretta live stream di 24 ore su YouTube dal 13 al 14 giugno 2014 per raccogliere fondi per la vittima. Joe Jozwowski, amministratore di un sito web, ha dichiarato che lo scopo era dimostrare che i membri della comunità si prendevano cura della vittima e non hanno perdonato la violenza del mondo reale perché si divertivano nella finzione.
Il 12 agosto il governatore del Wisconsin, il repubblicano Scott Walker, ha emesso un proclama che dichiarava mercoledì, 13 agosto 2014, "Purple Hearts for Healing Day" e ha incoraggiato la popolazione a indossare il porpora in quel giorno per onorare la vittima. Ha anche elogiato la "forza e determinazione" esibita dalla vittima durante la sua guarigione.
La città di Madison ha organizzato un festival di bratwurst di un giorno per onorare la vittima il 29 agosto, alcuni giorni prima che la vittima tornasse a scuola. Hot dog e bratwurst furono venduti per raccogliere fondi per le spese mediche. L'evento è stato gestito da oltre 250 volontari e ha raccolto oltre 70.000$.
Subito dopo la diffusione del primo trailer del film del 2018 Slender Man di Sylvain White, Bill Weier, padre di Anissa, dichiara: "Stanno facendo spettacolo e rendendo popolare quella che è stata una vera e propria tragedia. A mio parere è qualcosa di assolutamente deprecabile. Non si sta facendo altro che causare ulteriore dolore alle famiglie che hanno sofferto per via di questa storia."

## Influenza culturale
- Beware the Slenderman: documentario della HBO Films trasmesso il 23 gennaio 2017.
- Glasgowman's Wrath: episodio della serie Law & Order - Unità Vittime Speciali.
- The Tall Man: episodio di Criminal Minds.[15]
- Terror in the Woods (2018): film ispirato al caso.[16]
- Mercy Black (2019):  film ispirato diretto da Owen Egerton, racconta la storia di due ragazze con pre-schizofrenia che tentano di uccidere il loro amico, credendo che uno spirito di nome Mercy Black offrirà loro un regalo in cambio. Più tardi il protagonista, liberato dalle cure psichiatriche, deve fare i conti con le conseguenze realistiche e paranormali delle sue azioni.